# Chủ nghĩa Mật nghị
Chủ nghĩa Mật nghị hay viết đầy đủ hơn là Chủ nghĩa Mật nghị Hồng y là một yêu cầu bầu chọn tân giáo hoàng bằng một nhóm nhỏ các tín hữu có các hoạt động tương tự và tương trưng như một Hồng y đoàn. Hành động này thường đi kèm với các tuyên bố được gọi là sedevacantism, một thuyết cho rằng ngai tòa giáo hoàng hiện tại thực tế đang bị trống vì chủ sở hữu của nó, giáo hoàng hiện tại là một kẻ dị giáo và do đó không phải là giáo hoàng đích thực, do đó các tín hữu còn sót lại của Giáo hội Công giáo có quyền bầu cử một giáo hoàng đích thực.
Thuật ngữ này bắt nguồn từ từ "conclave", có nghĩa là Mật nghị Hồng y, là một thuật ngữ miêu tả cuộc họp kín của Hồng y đoàn, được triệu tập để bầu một giám mục của Rôma, khi nơi đây đang trống tòa, nhưng những người ủng hộ thuyết sedevacantism lại quyết định áp dụng cho nhóm này chọn một Giáo hoàng khác.
Một hiện tượng tương tự nhưng rõ ràng là của những người được gọi là "các nhà thần bí", những người đặt nền móng cho các yêu sách của họ đối với vị trí giáo hoàng dựa trên những mặc khải cá nhân hay những phát kiến tâm linh.

## Khởi nguồn
Hiện tượng sedevacantism đã bắt đầu vào cuối những năm 1960 và thập niên 1970, tức là những năm sau Công đồng Vatican II. Vào giữa thập niên 1970, linh mục tiên phong tin theo thuyết Sedevacantist là Joaquín Sáenz y Arriaga người Mexico, chủ trương tổ chức cuộc họp bầu cử tân giáo hoàng, và một số người theo đạo Công giáo truyền thống đã thảo luận về ý tưởng này trong những năm tiếp theo. Tuy nhiên, chủ nghĩa mật nghị thực tế đã trở thành một phong trào thực sự trong thập niên 1990.
Người đầu tiên tuyên bố (năm 1978) rằng đã được bầu làm Giáo hoàng theo cách này là một người Croatia có tên là Mirko Fabris, một diễn viên hài nổi tiếng, người đã quyết định sử dụng một cái tên khôi hài là "Krav", một từ được nam tính hoá từ từ mang dáng vóc nữ tính krava, có nghĩa "bò" và ông tự gọi mình là Giáo hoàng Krav I.
Có cái nhìn nghiêm túc hơn là tuyên bố của David Bawden, người cuối thập niên 1980 đã quảng bá ý tưởng về một cuộc bầu cử tân giáo hoàng và cuối cùng đã gửi hơn 200 bản sao của cuốn sách của ông cho các biên tập viên của tất cả các ấn phẩm theo thuyết sedevacantist mà ông ta có thể tìm thấy và tất cả các linh mục được liệt kê trong một thư mục của các nhà truyền thống như những người theo chủ nghĩa sedevacantists. Tuy vậy, sau đó ông được bầu chọn bởi một nhóm gồm sáu người bao gồm cả chính mình và cha mẹ của ông, và lấy tên là Giáo hoàng Micael (Pope Michael).

## Các giáo hoàng được chọn bởi chủ nghĩa Mật nghị
- Giáo hoàng Krav I: Mirko Fabris, được bầu năm 1978 tại Zagreb, Croatia, qua đời vào năm 2012.[1]
- Giáo hoàng Michael (1990-2022). Vào năm 1990, Teresa Stanfill-Benns và David Bawden của Kansas ở Mỹ đã kêu gọi tổ chức một cuộc bầu cử để bầu một giáo hoàng. Họ công khai yêu cầu của họ trên khắp thế giới, nhưng chỉ có sáu người tham gia trong cuộc bầu cử. Vào ngày 16 tháng 7 năm 1990, sáu người tập trung tại Belvue, Kansas, và bầu Bawden, người chọn danh hiệu Giáo hoàng Michael.[1][4] Ông qua đời ngày 2 tháng 8 năm 2022.
- Giáo hoàng Linô II (1994). Một mật nghị, lần này được tổ chức tại Assisi, Ý, bầu chọn một cựu chủng sinh của Hội Thánh Piô X Victor von Pentz, một người Nam Phi và ông đã chọn cho mình danh hiệu Giáo hoàng Linô II vào năm 1994. Linô sau đó đến trú ngụ tại Hertfordshire, Anh.[1][5][6]
- Giáo hoàng Piô XIII (1998-2009). Tháng 10 năm 1998, "Giáo hội Công giáo Đích thực Hoa Kỳ" đã bầu chọn linh mục Lucian Pulvermacher và ông lấy danh hiệu là Giáo hoàng Piô XIII. Ông qua đời ngày 30 tháng 11 năm 2009 và không có người kế nhiệm nào được bầu chọn.[1][6]
- Giáo hoàng Lêô XIV (2006-2007). Vào ngày 24 tháng 3 năm 2006, một nhóm 34 giám mục du mục không được thừa nhận rộng rãi hoặc không có địa phận quản nhiệm đã họp nhau Oscar Michaelliênê của Argentina trở thành Giáo hoàng và ông này lấy tông hiệu là Lêô XIV. Sau cái chết của ông vào ngày 14 tháng 2 năm 2007, Juan Bautista Bonetti kế vị và chọn tông hiệu Giáo hoàng Innocentê XIV, nhưng sau đó lại nhanh chóng từ chức vào ngày 29 tháng 5 năm 2007. Alejandro Tomás Greico sau đó được chọn và quyết định chọn tông hiệu Giáo hoàng Alexander IX.[1][6]
- Giáo hoàng Boniface Atticus I (2016). Một mật nghị được tổ chức nằm ở vùng nông thôn Minnesota đã quyết định tự chọn giáo hoàng của mình để giải quyết các vấn đề mà họ cho là không thể hòa hợp với Giáo hội Công giáo. Trong mô hình "Giáo hội Công giáo Đích thực", một giáo hoàng đã được chọn để mở ra một kỷ nguyên mới của "Công giáo Thánh Kinh" truyền thống (hay "Hội đoàn Công giáo Toàn vẹn") được coi là đã bị tước bỏ khỏi Giáo hội Công giáo Rôma trong các sự kiện trong và sau Công Đồng Vatican II.